# ドナルドの摩天楼
『ドナルドの摩天楼』（ドナルドのまてんろう、原題：Window Cleaners）は、ウォルト・ディズニー・プロダクション（現：ウォルト・ディズニー・カンパニー）が製作した1940年9月20日公開のアニメーション短編映画作品。ドナルドダック・シリーズの第25作である。

## あらすじ
高層ビルの窓拭きの仕事をプルートと一緒にするドナルドだが、プルートの昼寝に手を焼き、そのうえ蜂にしつこく追い回される。

## スタッフ
- 製作：ウォルト・ディズニー
- 脚本：ジャック・ハンナ
- 音楽：オリバー・ウォレス、ポール・J・スミス
- 監督：ジャック・キング

## キャスト
| キャラクター   | 原語版               | 旧吹き替え版 | 新吹き替え版 |
| -------------- | -------------------- | ------------ | ------------ |
| ドナルドダック | クラレンス・ナッシュ | 関時男       | 山寺宏一     |
| プルート       | ピント・コルヴィグ   | -            | -            |
| クマバチ       | -                    | 下川久美子   | -            |
| ナレーター     | -                    | 江原正士     | -            |

## 日本での公開

### 収録
- 『ドナルドダック・クロニクル Vol.1 限定保存版』（DVD、ブエナ・ビスタ・ホーム・エンターテイメント、新吹き替え版）